# D.P.G. Recordz
D.P.G. Recordz es un sello discográfico de hip hop fundado por Daz Dillinger en el año 2000.

## Discografía
- Daz Dillinger - Discografía completa
- Varios Artistas - Tha Row Killah
- The Gang - The Gang
- Lil Eazy-E - Boyz N Tha Hood
- P.F.N. - Navigation
- Crystal - The album
- Daz Dillinger - Greatest Beats And Rhymes
- Daz Dillinger - So So Gangsta
- Corporate Thuggin
- Makaveli & Dillinger Don't Go 2 Sleep

- Datos: Q3011048